# Triodia microstachya
Triodia microstachya är en gräsart som beskrevs av Robert Brown. Triodia microstachya ingår i släktet Triodia och familjen gräs. Inga underarter finns listade i Catalogue of Life.